# Ophiuche obliqualis
Ophiuche obliqualis är en fjärilsart som beskrevs av Vincenz Kollar 1844. Ophiuche obliqualis ingår i släktet Ophiuche och familjen nattflyn. Inga underarter finns listade i Catalogue of Life.